# Tseno Ureno
El Tseno Ureno (en ídix: צאנה וראינה), de vegades anomenat la Bíblia de les dones, és una obra escrita en prosa en llengua ídix de l'any 1590, la seva estructura és paral·lela a la Paraixà, la porció setmanal de la Torà (Pentateuc) i a la Haftarà utilitzada en els serveis religiosos d'adoració jueva. El llibre va ser escrit pel Rabí Jacob ben Isaac Ashkenazi (1550–1625) de Janów Lubelski (Voivodat de Lublin, Polònia), i barreja els passatges bíblics amb els ensenyaments religiosos de la Mixnà del Judaisme rabínic, com la Aggadà, el Midraix i el Talmud, que de vegades s'anomenen: paràboles, al·legories, contes, anècdotes i llegendes.
El nom de l'obra deriva d'un vers del Càntic dels Càntics que diu: "Filles de Sió, sortiu, contempleu", (Càntic 3:11).
La naturalesa de la font del nom indica que el llibre estava dirigit a les dones, que haurien estat menys versades que els homes en l'idioma hebreu, la llengua litúrgica jueva. La pàgina del títol de l'edició de Basilea de 1622 va reconèixer que les fonts del llibre incloïen al comentarista Raixí (1040–1105) i l'exegesi de Bahya ben Asher del segle xiii, així com les diverses fonts talmúdiques.
Per a Sol Liptzin, el Tseno Ureno és un "llibre fascinant i didàctic que podia guanyar l'aprovació dels estrictes líders morals dels jueus d'Europa oriental, i al mateix temps acompanyar a les dones com el seu text literari i devocional favorit des de la infantesa fins a la vellesa. Durant generacions amb prou feines hi havia una llar jueva que no tenia una còpia del llibre".
El Tseno Ureno era comú a les llars jueves tradicionals a Europa de l'Est, i va seguir als seus lectors a través de l'oceà. El Rabí Israel Meir Kegan, el Chofetz Chaim, va escriure sobre les generacions anteriors que llegien el llibre Tseno Ureno cada Sàbat.
L'obra va tenir un impacte significatiu en la difusió del coneixement del Tanakh i dels seus comentaris entre els qui no dominaven l'idioma hebreu, principalment les dones. Degut a la seva orientació cap a les dones lectores, el llibre està especialment enfocat en les matriarques bíbliques, els diversos passatges esmentats en l'Antic Testament i el rescat de Moisès per part de la filla del Faraó. Encara que hi ha representacions del Paradís i de l'Infern, hi ha una èmfasi en què la justícia es troba a servir a Déu de bona gana i de tot cor, no pas per l'esperança d'obtenir una recompensa, ni per temor a rebre un càstig. La caritat i l'almoina també s'emfatitzen en l'obra.